# Tocotriënol

Algemene structuur van tocotrienolen

Tocotriënolen zijn net als tocoferolen vormen van vitamine E. Het verschil zit in de drie dubbele bindingen. Tocotriënolen zijn aanwezig in onder meer palmolie, kokosolie, druivenpitolie en granen.

## Vier vormen
Tocotriënol bestaat in vier vormen: alfa-, bèta-, gamma- en delta-tocotriënol, die een verschillend aantal methylgroepen (CH3) en waterstofatomen (H) op de plaatsen R1, R2 en R3 van de chromanolring hebben.
| Type              | R1  | R2  | R3  |
| ----------------- | --- | --- | --- |
| alfa-tocotriënol  | CH3 | CH3 | CH3 |
| bèta-tocotriënol  | CH3 | H   | CH3 |
| gamma-tocotriënol | H   | CH3 | CH3 |
| delta-tocotriënol | H   | H   | CH3 |

## Gezondheid
Tocotriënolen zouden de gezondheid gunstig beïnvloeden.
Tocotriënolen beschermen ratten met hoge bloeddruk tegen beroerte. Bij proeven op ratten bleek dat toediening van tocotriënolen het gehalte aan LDL-cholesterol verlaagden en aderverkalking in de slagaders konden herstellen.
Tocotriënolen kunnen de ontwikkeling van ouderdomsdiabetes helpen voorkomen. Tocotriënolen remmen de ontwikkeling van borstkanker en prostaatkanker.